# Шив Надар
Шив Надар (народився 14 липня 1945) — індійський промисловець-мільярдер і філантроп. Він є засновником і почесним головою HCL Technologies Limited та Shiv Nadar Foundation. Надар заснував HCL у середині 1970-х років і протягом наступних трьох десятиліть перетворив компанію, що випускає обладнання для ІТ, на ІТ-підприємство, постійно змінюючи фокус своєї компанії. У 2008 році Надар отримав нагороду Падма Бхушан за його зусилля в ІТ-індустрії. Надар, якого друзі прозвали Магом (староперською мовою " чарівник "), з середини 1990-х він зосередив свої зусилля на розвитку освітньої системи Індії через Фонд Шив Надар. За версією Forbes, Він є 3-ю найбагатшою людиною в Індії та 40-ю найбагатшою людиною у світі з оцінкою власного капіталу в 32,8 мільярда доларів США станом на 12 січня 2022 року.

## Раннє життя та освіта
Надар народився в 1945 році в селі Мулайпожі, приблизно за 10 км від Тіручендура в районі Тоотхукуді, Таміл Наду, Індія.  Його батьками були Сівасубраманія Надар і Вамасундарі Деві. Його мати, Вамасундарі Деві, є сестрою С. П. Адітанара, засновника газети Dina Thanthi.
Надар навчався у міській вищій середній школі, Кумбаконам. Він також навчався у вищій середній школі від Elango Corporation, Мадурай. Він був прийнятий у перший клас (шостий стандарт) у червні 1955 року і продовжував навчання в міській середній школі до червня 1957 року. Пізніше він вступив до вищої середньої школи для хлопчиків Святого Йосипа в м. Тріхи і закінчив тут середню освіту. Надар отримав доуніверситетську освіту в Американському коледжі, Мадурай  та ступінь інженера з електротехніки та електроніки в технологічному коледжі PSG, Коїмбатор.

## Кар'єра
Надар розпочав свою кар'єру в Walchand group 's Cooper Engineering Ltd. в Пуні в 1967 році невдовзі він відмовився від неї, щоб почати власне підприємство у партнерстві з кількома друзями та колегами.
Початковим підприємством, яке Надар і його партнери стартували, була Microcomp, компанія, яка зосередилася на продажу телецифрових калькуляторів на ринку Індії. HCL була заснована в 1976 році з інвестиціями 187 000 рупій.
У 1980 році HCL вийшла на міжнародний ринок з відкриттям Far East Computers у Сінгапурі для продажу ІТ-обладнання. Підприємство отримало 1 мільйон рупій за перший рік і продовжувало займатися операціями в Сінгапурі. Надар залишався найбільшим акціонером, не зберігши жодного управлінського контролю.
У липні 2020 року Надар передав посаду своїй дочці Рошні Надар, яка стала першою жінкою-головою індійської IT-компанії. У липні 2021 року Надар також пішов у відставку з посади керуючого директора HCL Technologies, і його змінив Сі Віджай Кумар, генеральний директор HCL Tech, на п'ятирічний термін.
У жовтні 2021 року журнал Forbes назвав його третьою найбагатшою людиною в Індії з оцінкою статків у 31,6 мільярда доларів США.

## Фокус на освіті та охороні здоров'я

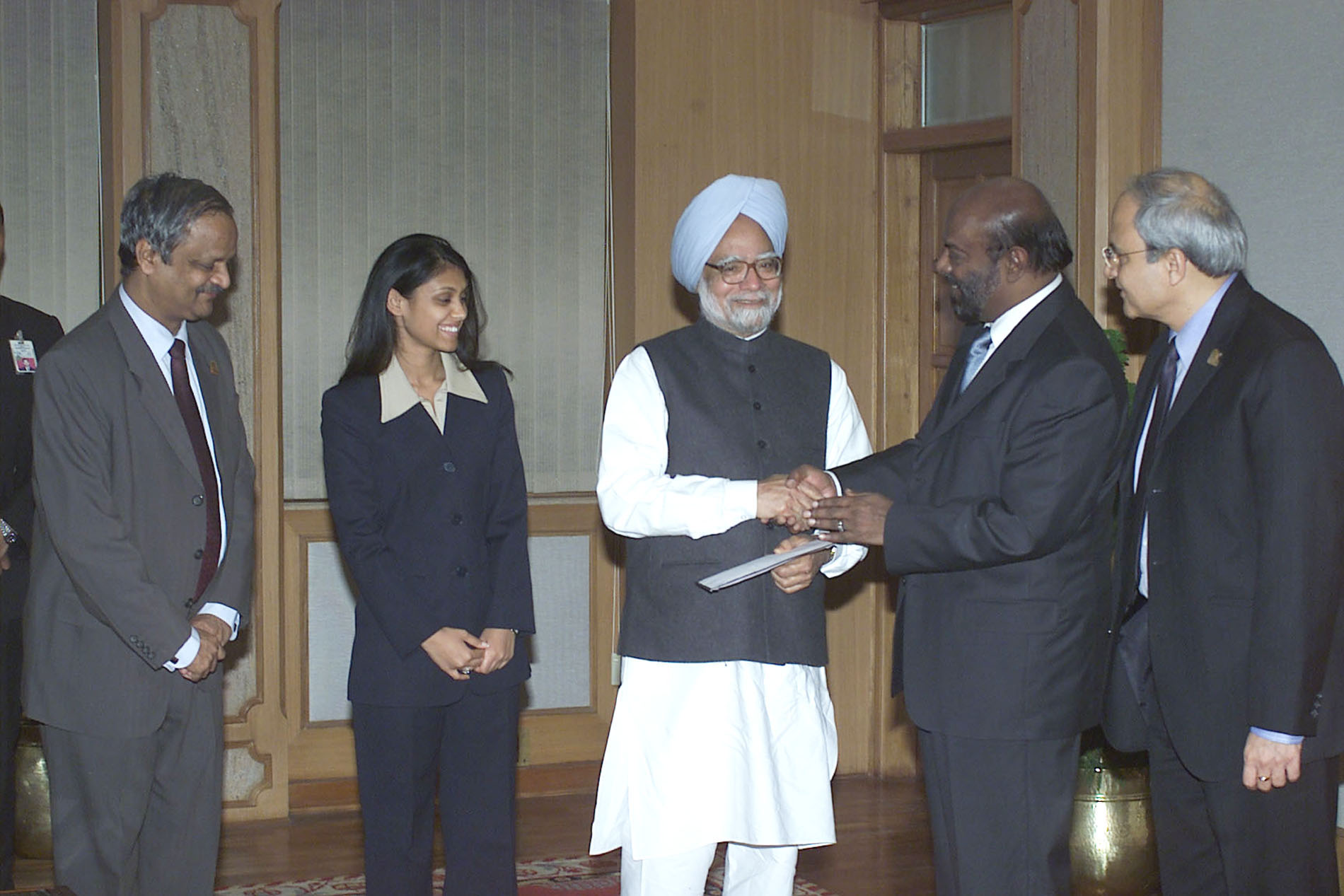
Шив і Рошні Надар представляють чек на 40 млн рупій прем'єр-міністру, доктору Манмохану Сінгху, в рахунок Національного фонду допомоги прем'єр-міністра в Нью-Делі 17 січня 2005 року

У 1996 році Надар заснував інженерний коледж SSN в Ченнаї, Таміл Наду, в ім'я свого батька Сівасубраманія Надара. Надар брав активну участь у діяльності коледжу, включаючи дарування 1 мільйону рупій. акцій HCL коледжу. У 2006 році Надар оголосив, що коледж сприятиме дослідженням, окрім того, щоб студенти отримували вигоду від приєднання до іноземних університетів. Надар приєднався до виконавчого комітету Індійської школи бізнесу в 2005 році У березні 2008 року SSN Trust Надара оголосив про створення двох шкіл Відьяг'ян в UP для сільських учнів, де 200 студентів з 50 районів штату Уттар-Прадеш надаватимуть безкоштовні стипендії. У лютому 2011 року він відвідав міську вищу середню школу і подарував комп'ютери та інше обладнання. Він обіймав посаду голови ради керуючих Індійського технологічного інституту Kharagpur (IIT Kharagpur або IIT-KGP), технічного інституту до 2014 року.

## Особисте життя
Його єдина дочка Рошні Надар тепер є головою HCL.

## Нагороди та відзнаки
- У 2008 році уряд Індії нагородив Надара нагородою Падма Бхушан, третьою найвищою цивільною нагородою, за його внесок у ІТ-індустрію.[28]
- У 2007 році Мадрасський університет присудив йому ступінь почесного доктора.[29]
- Надар був нагороджений E&Y Підприємцем року 2007 (Послуги).[30]
- У 2011 році він був перерахований Forbes серед героїв філантропії в Азіатсько — Тихоокеанському регіоні.[31]
- У квітні 2017 року журнал India Today поставив Надара на 16-е місце в списку 50 найвпливовіших людей Індії 2017 року.[32]
- Надар виділив понад 1 мільярд доларів на благодійність.[33]